# Agniopsis flavovittatus
Agniopsis flavovittatus är en skalbaggsart som beskrevs av Stefan von Breuning 1936. Agniopsis flavovittatus ingår i släktet Agniopsis och familjen långhorningar. Inga underarter finns listade i Catalogue of Life.